# Portico di Caserta
Portico di Caserta är en ort och kommun i provinsen Caserta i regionen Kampanien i Italien. Kommunen hade 7 903 invånare (2017).